# Band of Skulls
I Band of Skulls sono un gruppo garage rock inglese originario di Southampton. I componenti sono Russell Marsden (voce, chitarra), Emma Richardson (voce, basso) e Matt Hayward (batteria). Il gruppo ha inizio nel 2004 dopo che i suoi componenti si erano incontrati e conosciuti al tempo del college.

## Storia
Agli inizi, il gruppo suonava nei locali nell'area di Greater London e aveva registrato alcune demo con il nome di Fleeing of New York prima di cambiare il loro nome in Band Of Skulls nel novembre 2008. L'album di debutto dei Band of Skulls, Baby Darling Doll Face Honey, è stato distribuito da Shangri-La Music, e pubblicato nell'iTunes Store il 6 marzo 2009, seguito da una pubblicazione generale il 20 marzo. La traccia I Know What I Am fu scelta come iTunes' “free Single of the Week”. La canzone fa parte anche della colonna sonora per la serie TV Friday Night Lights, Volume 2, pubblicata il 4 maggio 2010. Si può ascoltare la traccia anche in Guitar Hero: Warriors of Rock. Un'altra canzone che non era sull'album, “Friends”, è inclusa nella colonna sonora di The Twilight Saga: New Moon (Novembre 2009).
Il 23 marzo 2010, i Band of Skulls pubblicano Friends EP, che include una versione registrata in studio di “Friends”, una versione live e il video musicale della canzone.
I Band of Skulls hanno suonato al SXSW Festival all'inizio del 2010 e sono andati in tour nel Midwest nel marzo come band spalla dei  Black Rebel Motorcycle Club. La band è stata nel programma televisivo francese Taratata andato in onda nel 2010, dove hanno suonato una cover di "Sympathy for the Devil" de The Rolling Stones con la band John & Jehn. Nell'Aprile 2010, erano in tour negli Stati Uniti e Canada e in Inghilterra nel Maggio 2010, il concerto al Electric Ballroom fece sold-out. Il 28 giugno 2010, Band of Skulls suonarono con i  The Dead Weather a The Roundhouse a Londra. A Luglio 2010, la band fece una cover di "Strict Machine" dei Goldfrapp per una radio australiana. Furono anche una delle tre band ad aprire il concerto dei Muse il 4 settembre 2010 a Lancashire County Cricket Ground. Nell'ottobre 2010 sono andati in tour in Sud Africa per suonare all'annuale festival Rocking The Daisies.
Il 26 ottobre 2010, Band of Skulls pubblicano un album live intitolato Live on KCRW's Morning Becomes Eclectic.
Il 5 October 2011, la band pubblica "The Devil Takes Care of His Own" — il primo singolo estratto dal nuovo album — accompagnato da un video musicale. Il secondo album Sweet Sour venne registrato ai Rockfield Studios in Galles. L'album è stato prodotto da Ian Davenport (Supergrass, Badly Drawn Boy), che produsse anche il loro album di debutto, e venne pubblicato il 21 febbraio 2012 negli Stati Uniti, e il 20 febbraio 2012 nel Regno Unito e in Europa.
Il 12 aprile 2012, su Channel 4 andò in onda un breve documentario con protagonista la band, dove descrivevano il loro percorso concentrandosi sui loro successi ottenuti in questi anni di attività.
Il 13 ottobre 2012, Band of Skulls suonarono all'11th Annual Austin City Limits Music Festival. Il concerto venne brevemente interrotto da una tempesta.
Nel 2013 la band annuncia l'uscita il 31 marzo 2014 del loro terzo album intitolato Himalayan(prodotto da Nick Launay), anticipato dal singolo Asleep at the wheel, il cui video è stato pubblicato su YouTube in data 1º dicembre 2013, assieme ai titoli delle tracce contenute nell'album. A febbraio 2014, la band pubblica il secondo singolo estratto dal nuovo album, Nightmares . Il 15 agosto 2014 suonano live allo Sziget Festival di Budapest.

## Formazione
- Matt Hayward – batteria
- Russell Marsden – voce e chitarra
- Emma Richardson – voce e basso

## Discografia

### Album in studio
- 2009 – Baby Darling Doll Face Honey
- 2012 – Sweet Sour
- 2014 – Himalayan
- 2019 – Love Is All You Love

### EP
- 2010 – Friends

### Album live
- 2010 – Live on KCRW's Morning Becomes Eclectic
- 2013 – Live At Brixton